# Rebreuve-Ranchicourt
Rebreuve-Ranchicourt är en kommun i departementet Pas-de-Calais i regionen Hauts-de-France i norra Frankrike. Kommunen ligger i kantonen Houdain som tillhör arrondissementet Béthune. År 2022 hade Rebreuve-Ranchicourt 1 071 invånare.

## Befolkningsutveckling
Antalet invånare i kommunen Rebreuve-Ranchicourt
| Referens: INSEE |